# چریل پریگر
چریل الیزابت پریگر (زاده ۷ سپتامبر ۱۹۴۸، تووومبا، کوئینزلند) یک ریاضیدان استرالیایی است. پریگر مدرک لیسانس (۱۹۶۹) و کارشناسی ارشد را از دانشگاه کوئینزلند (۱۹۷۴) و دکترای خود را از دانشگاه آکسفورد در سال ۱۹۷۳ تحت نظر پیتر نویمن دریافت کرد. او به‌طور گسترده مقالاتی در زمینه ریاضیات منتشر کرده‌است و به ۲۷ دانشجوی دکترا (تا مارس ۲۰۱۸) مشاوره داده‌است. او در حال حاضر استاد بازنشسته ریاضیات در دانشگاه استرالیای غربی است. او بیشتر به خاطر آثارش در نظریه گروه‌ها، نظریه گراف جبری و طرح‌های ترکیبی شناخته شده‌است.

## تحصیلات
پریگر تحصیلات دبیرستان خود را در مدرسه دخترانه بریزبن به پایان رساند. پس از فارغ‌التحصیلی از دبیرستان، پریگر به بخش راهنمایی حرفه‌ای دولتی رفت تا دربارهٔ چگونگی ادامه تحصیل در ریاضیات جویا شود. افسر راهنمایی حرفه ای که او با او صحبت کرد سعی کرد او را از ادامه تحصیل در ریاضیات منصرف کند، به او پیشنهاد داد معلم یا پرستار شود زیرا دو دختر دیگر که می‌خواستند ریاضی بخوانند نزد او آمده بودند نتوانستند دوره‌های خود را بگذرانند. او با اکراه شرح رشته مهندسی را به او نشان داد، اما او احساس کرد که ریاضیات کافی ندارد؛ بنابراین او بدون دریافت اطلاعات زیادی آن روز آنجا را ترک کرد، اما به دریافت مدرک لیسانس و فوق لیسانس خود از دانشگاه کوئینزلند ادامه داد.
پس از ملاقات با چندین زن در هیئت ریاضیات در طول تحصیل در مقطع کارشناسی، چشم‌انداز ریاضیدان شدن برای او عجیب به نظر نمی‌رسید. در طول سال‌های اول و دوم، او تحصیلات ممتاز خود را در ریاضیات و فیزیک انجام داد و پس از سال دوم تحصیل در ریاضیات را انتخاب کرد. پس از اتمام تحصیلات خود در دانشگاه کوئینزلند، به او یک بورس تحصیلی تحقیقاتی در دانشگاه ملی استرالیا (ANU) پیشنهاد شد، اما به جای آن، بورسیه مشترک المنافع را به دانشگاه آکسفورد دریافت کرد و در کالج سنت آنه شرکت کرد. در آن زمان او می‌دانست که می‌خواهد جبر را مطالعه کند.
او پس از اخذ مدرک دکترا در سال ۱۹۷۳، بورسیه تحقیقاتی را در دانشگاه ANU دریافت کرد. او اولین فرصت خود را برای تدریس در کلاس‌های معمولی در دانشگاه ویرجینیا در طول ترم تحصیلی در آنجا داشت. پس از آن، او به دانشگاه ملی استرالیا بازگشت و در آنجا با همسر آینده اش، جان هنستریج، که در حال مطالعه آمار بود، ملاقات کرد. بعداً به او یک موقعیت کوتاه مدت در دانشگاه استرالیای غربی پیشنهاد شد که به یک موقعیت طولانی مدت تبدیل شد و او در حال حاضر در آنجا کار می‌کند. او در سال ۱۹۸۹ مدرک دکترای علوم را از دانشگاه استرالیای غربی به دلیل کارش بر روی گروه‌های جایگشت و نظریه گراف جبری دریافت کرد.

## حرفه
حرفه او تا حد زیادی در گروه ریاضیات و آمار در دانشگاه استرالیای غربی سپری شده‌است. او در سال ۱۹۸۳ به عنوان استاد تمام منصوب شد و رئیس گروه ریاضیات ۱۹۹۲–۱۹۹۴، رئیس افتتاحیه مطالعات تحقیقاتی تحصیلات تکمیلی ۱۹۹۶–۱۹۹۸، رئیس کمیته ارتقاء ۲۰۰۰–۲۰۰۴ و معاون دانشکده مهندسی و محاسبات مهندسی بود. و همچنین عضو فدراسیون ARC در سال 2009.
پریگر بیش از ۳۰ دانشجوی تحصیلات تکمیلی را سرپرستی کرده‌است و در سال ۱۹۹۷ او بر کار تحقیقاتی آکشای ونکاتش نظارت کرد که در سال ۲۰۱۸ مدال فیلدز را به دست آورد که معمولاً به عنوان بالاترین جایزه در ریاضیات شناخته می‌شود.
پریگر در طول زندگی حرفه‌ای خود برای سخنرانی در کنفرانس‌های بسیاری از جمله در کره جنوبی، سنگاپور، هنگ کنگ، مراکش، اسلواکی، اسلوونی، فرانسه، آلمان، اتحاد جماهیر شوروی، بلژیک، ایران، ایتالیا، فیلیپین و ژاپن دعوت شده‌است.

## جوایز، افتخارات و عضویت

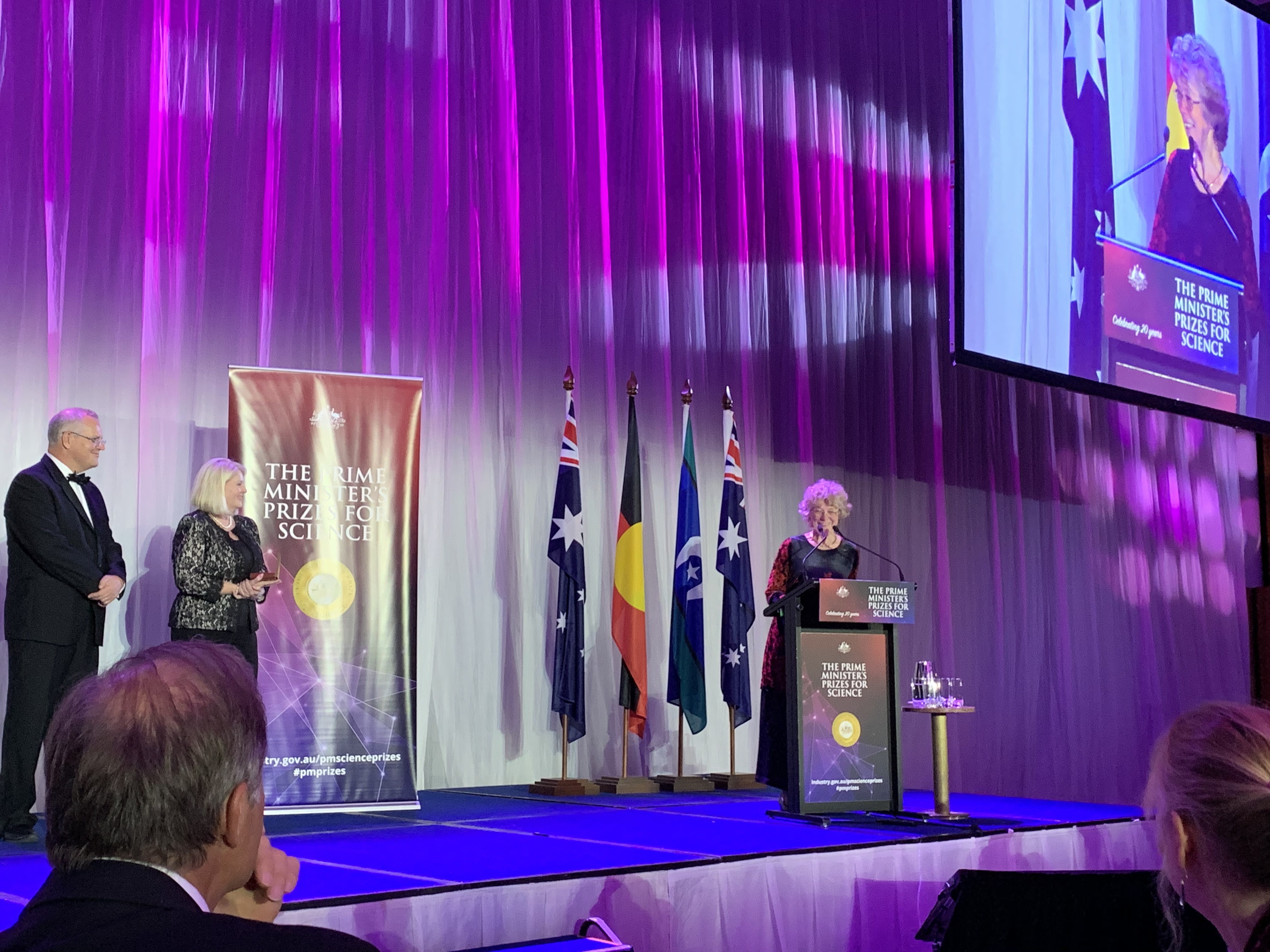
پریگر در سال ۲۰۱۹ جایزه نخست‌وزیر برای علم را دریافت کرد.

پریگر عضو آکادمی علوم استرالیا، رئیس سابق انجمن ریاضی استرالیا (۱۹۹۲–۱۹۹۴ و اولین رئیس زن این انجمن) است. او در سال ۱۹۹۹ به عنوان عضو نشان استرالیا منصوب شد و در سال ۲۰۲۱ به عنوان همراه (Companion) ارتقا یافت.
جوایز عبارتند از:
- دکترای افتخاری علوم از دانشگاه شاهزاده سونگکلا، تایلند (۱۹۹۳).
- عضو آکادمی علوم استرالیا (۱۹۹۶).
- عضو نشان استرالیا برای خدمات او به ریاضیات در استرالیا، به ویژه از طریق تحقیقات و انجمن‌های حرفه ای (۱۹۹۹).[۵]
- مدال صدمین سالگرد دولت استرالیا (۲۰۰۳).[۴]
- دکترای افتخاری از دانشگاه آزاد بروکسل، بلژیک (۲۰۰۵).
- دانشمند سال استرالیای غربی (۲۰۰۹).[۶]
- مدال مویال دانشگاه مک کواری استرالیا (۲۰۱۱؛ اولین زن دریافت کننده مدال از زمان تأسیس آن در سال ۲۰۰۰).
- مدال اویلر ۲۰۱۱ موسسه ترکیبیات و کاربردهای آن (ارائه شده در سال ۲۰۱۷).
- عضو انجمن ریاضی آمریکا (۲۰۱۲).[۷]
- مدال توماس رانکن لایل از آکادمی علوم استرالیا (۲۰۱۳؛ اولین زن دریافت کننده مدال از زمان تأسیس آن در سال ۱۹۳۵).
- مدال جورج سکرز از انجمن ریاضی استرالیا (۲۰۱۴؛ اولین زن دریافت کننده مدال از زمان تأسیس آن در سال ۲۰۰۲).
- عضو افتخاری انجمن ریاضی لندن (۲۰۱۴).[۸]
- دکترای افتخاری آموزش ریاضی از دانشگاه یزد، ایران (۱۳۹۴).
- جایزه مهدی بهزاد از انجمن ریاضی ایران برای مدیریت در ریاضیات (۱۳۹۴).
- دکترای افتخاری علوم از دانشگاه سنت اندروز اسکاتلند (۲۰۱۵).
- ورود به تالار مشاهیر علوم استرالیای غربی (۲۰۱۵).[۹]
- ورود به تالار مشاهیر زنان استرالیای غربی (۲۰۱۵).
- دکترای افتخاری ریاضیات از دانشگاه کوئینزلند استرالیا (۲۰۱۷).
- دکترای افتخاری از دانشگاه پریمورسکا، اسلوونی (۲۰۱۸).[۱۰]
- جایزه نخست‌وزیر برای علم (۲۰۱۹).[۱۱]
- عضو ارشد گروه نشان استرالیا برای "خدمات برجسته به ریاضیات، و آموزش عالی، به عنوان یک دانشگاهی و محقق برجسته، به سازمان‌های بین المللی، و به عنوان قهرمان زنان در مشاغل STEM". این بالاترین افتخار مدنی استرالیا است. (۲۰۲۱)[۱۲]
- مدال روبی پین اسکات و سخنرانی آکادمی علوم استرالیا (۲۰۲۱).[۱۳]

پریگر همچنین عضویت در انجمن ریاضیات ترکیبی استرالیا، مؤسسه ترکیبیات و کاربردهای آن، انجمن ریاضی آمریکا، و انجمن ریاضی لندن داشته‌است.

## فعالیت‌های دیگر
پریگر بین سال‌های ۲۰۰۷ و ۲۰۱۴ عضو کمیته اجرایی اتحادیه بین‌المللی ریاضی و بین سال‌های ۲۰۱۳ تا ۲۰۱۶ معاون کمیسیون بین‌المللی آموزش ریاضی بود.
پریگر بین سال‌های ۲۰۱۴ تا ۲۰۱۸ دبیر خارجی آکادمی علوم استرالیا بود. او به عنوان عضو بزرگ (Member-at-Large) هیئت اجرایی انجمن آکادمی‌ها و انجمن‌های علوم در آسیا (AASSA) برای سال‌های ۲۰۱۶–۲۰۱۸ انتخاب شد و دعوت به ریاست کمیته زنان در علم و مهندسی AASSA (WISE) را پذیرفت. او از سال ۲۰۱۹ عضو کمیته آزادی و مسئولیت در علم شورای بین‌المللی علوم بوده‌است.

## زندگی شخصی
در اوت ۱۹۷۵ پریگر با جان هنستریج در بریزبن ازدواج کرد. آنها دو فرزند به نام‌های جیمز (۱۹۷۹) و تیم (۱۹۸۲) دارند.
او علاوه بر مدرک دکترا در ریاضیات، دارای مدرک موسیقی استرالیا (AMusA) در اجرای پیانو است و بین سال‌های ۱۹۷۷ تا ۱۹۸۵ عضو دانشگاه استرالیای غربی کالجیوم موزیکوم بود. او از سال ۱۹۷۷ عضو کلیسای متحد در استرالیا بوده‌است. از سال ۱۹۸۵ به عنوان نوازنده ارگ/پیانیست فعالیت می‌کند. او ساز کیبرد را در کنار قایقرانی، پیاده‌روی و دوچرخه‌سواری جزو علایق قوی‌تر خود قرار می‌دهد.

## پژوهش
پریگر اولین مقاله تحقیقاتی خود را در سال ۱۹۷۰ در حالی که هنوز در مقطع کارشناسی بود منتشر کرد. از آن زمان او به یکی از پراستنادترین نویسندگان در ریاضیات محض تبدیل شده‌است و تا دسامبر ۲۰۲۲ در مجموع بیش از ۴۵۰ مقاله داشته‌است. او به عنوان یک همکار با بیش از ۲۰۰ نویسنده تالیفات داشته‌است.
پریگر به تعمیم قضیه O'Nan-Scott به گروه‌های شبه اولیه پرداخت.
او با تونی گاردینر چندین مقاله در مورد نمودارهای متقارن، کنش گروهی و نظریه گروه‌ها تألیف کرده‌است.